# Joaquín Milans del Bosch
Joaquín León Milans del Bosch y Carrió (Barcelone, 1854 – Madrid, 1936) était un militaire, diplomate et homme politique espagnol.
Après une carrière dans des unités combattantes (Maroc, guerre carliste, Philippines), il fut nommé assesseur personnel du roi Alphonse XIII, puis occupa des postes militaires dans la métropole et remplit quelques missions diplomatiques. Comme capitaine général de Barcelone, il contribua, par la mise en œuvre de méthodes militaires, à réprimer l’agitation sociale des années 1919 et 1920. Nommé gouverneur civil de Barcelone sous la dictature de Primo de Rivera, il se mit en devoir de brimer le mouvement catalaniste en ciblant plus particulièrement la vie associative et culturelle et la presse catalane. Quelques semaines après le coup d’État de juillet 1936, il fut appréhendé à Madrid et fusillé sans tarder par les milices républicaines.
Joaquín Milans du Bosch fait figure de point d’orgue de l’évolution idéologique de la famille Milans del Bosch, qui, composée traditionnellement de militaires libéraux, glissa au cours du XXe siècle vers des positions plus conservatrices.

## Biographie

### Carrière militaire et diplomatique
Né à Barcelone en juin 1854, il tomba orphelin de père à l’âge de trois ans et grandit sous la tutelle de son oncle Lorenzo. Très jeune encore, il s'incorpora dans l’arme de cavalerie et embrassa la cause alphonsine lors de la restauration bourbonienne en 1874. Il servit ensuite dans des unités combattantes, notamment pendant la Troisième Guerre carliste, dans la guerre du Rif à Melilla en 1893, puis, de 1897 à 1898, contre le mouvement d’indépendance aux Philippines, où il lui fut donné de côtoyer Miguel Primo de Rivera, le futur dictateur. De retour dans la métropole au lendemain de la signature du pacte de Biak-na-Bato, il fut nommé, à l’issue de quelques affectations militaires et diplomatiques, assesseur du roi Alphonse XIII, puis Gentilhomme de la chambre avec exercice (en espagnol Gentilhombre de cámara con ejercicio, titre presque purement honorifique). Fort lié au monarque, il se vit ensuite confier des postes à Madrid et à Ceuta, dans le Maroc, où il fut promu au rang de lieutenant-général.
Il monta au grade de général de brigade en 1907, puis à celui de général de division en 1913, pendant qu’il servait en Afrique.

### Capitaine général de Catalogne
En septembre 1918, il fut nommé capitaine général de Catalogne. La situation dans ce territoire était alors très tendue en raison de la crise économique, provoquée par la cessation des exportations vers les pays belligérants et se traduisant notamment par une forte hausse des prix. Le mouvement ouvrier, incarné par la Confédération nationale du travail (CNT) et organisé, se trouvait alors engagé dans une lutte contre les hommes de main du patronat.
Au mépris des ordres du gouvernement, Joaquín Milans del Bosch se rangea du côté du patronat et, dès que l’état de guerre eut été proclamé avec l’approbation du gouvernement central, fit usage, pour gérer les conflits sociaux, de méthodes militaires, tandis que les hommes de main du patronat agissaient en totale impunité. Ainsi, pour réprimer la grève dite de La Canadiense (du nom familier de certain producteur d’électricité ayant son siège à Toronto et dont Milans del Bosch avait contribué à créer la succursale barcelonaise), en vint-il à autoriser la création d’un somatén, milice paramilitaire traditionnelle catalane, financée en l’occurrence par le patronat, qu’il mit à la disposition du général Martínez Anido, gouverneur militaire de Barcelone et futur ministre de l’Intérieur sous Primo de Rivera. Milans del Bosch se sentait épaulé par les classes supérieures de la société catalane, et ne renonça pas à son poste avant que ne lui soient parvenus des ordres directs en ce sens de la part du roi Alphonse XIII, à l’instigation des Cortes, en 1920.
Le roi, pour le récompenser de son obéissance et de ses années de service, le désigna chef de la Maison militaire de la Maison royale.

### Gouverneur civil de Barcelone

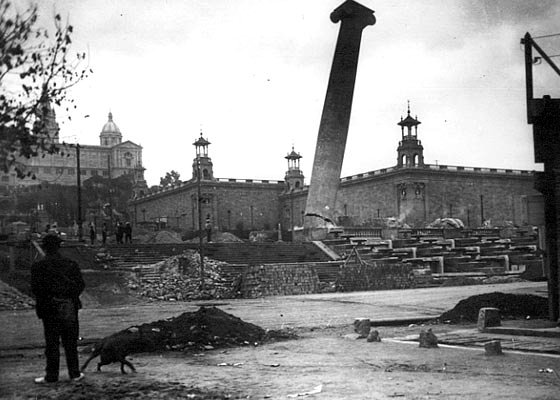
Les Quatre colonnes de Montjuïc, symboles du catalanisme, jetées bas en 1928 sous la dictature primorivériste (mais entre-temps restaurées).

Trois mois après avoir déposé en juin 1924 ses fonctions comme chef de la Maison militaire du roi et avoir été relégué à la réserve, il fut sollicité par son ami Miguel Primo de Rivera d’assumer le poste de gouverneur civil de Barcelone. C’est à ce titre qu’il mena entre 1924 et 1929, conjointement avec le ministère de l’Intérieur, alors dirigé par Severiano Martínez Anido, et avec le capitaine général de Catalogne, une virulente campagne anticatalaniste, ordonnant la fermeture de la société chorale Orfeó Català et des terrains de football du FC Barcelone (1925), faisant interdire les clubs de loisirs et les associations culturelles, et prononçant des mesures de suspension et des amendes à l’encontre de journaux et de revues catalans. Destitué après la chute de la dictature primorivériste, il se retira à Madrid.
Par ailleurs, Joaquín Milans del Bosch fut d’octobre 1927 à février 1930 membre de droit (« por derecho propio ») de l’Assemblée nationale consultative de la dictature.

### Guerre civile
Après le coup d’État militaire de juillet 1936, à l’origine de la Guerre civile, Joaquín Milans del Bosch, au motif que son fils Mariano avait été mis en détention, se refusa de quitter Madrid et ne saisit pas l’occasion qui se présenta à lui de se réfugier dans l’ambassade de Turquie. Le 30 août, il fut appréhendé à son tour par des miliciens républicains, puis fusillé le lendemain, aux côtés de son fidèle adjoint, le commandant José Martínez Valero, devant le mur de clôture du cimetière de l'Est à Madrid.
Son petit-fils, Jaime Milans del Bosch, capitaine général de la 3e région militaire, sera l’un des principaux protagonistes de la tentative de coup d’État du 23 février 1981.

## Récompenses
- Chevalier grand-croix de l’ordre de Charles III (Espagne, 15 décembre 1919)[5].
- Chevalier commandeur honoraire de l’ordre royal de Victoria (Royaume-Uni, 6 juin 1905)[6].